# Zeliony Gorod
Zeliony Gorod (Зелёный го́род, ville verte) est une commune urbaine de type bourg résidentiel en Russie située dans le district municipal de Nijni Novgorod. Elle dépend administrativement de l'arrondissement Nijegorodski de Nijni Novgorod.

## Géographie
Le village se compose de plusieurs parties dispersées situées dans une forêt sur la rive gauche de la Koudma à 14-16 km au sud de la partie centrale de l'arrondissement Sovietski de Nijni Novgorod et à 7-11 km à l'ouest de Kstovo, chef-lieu du raïon de Kstovo.
Il existe à Zeliony Gorod un grand nombre de résidences secondaires, de maisons de repos, de sanatoriums (en Russie: intermédiaire entre la maison de repos et l'hôtel de cure pour congés payés), de pensions de famille, de résidences d'autorités régionales et municipales. La construction de maisons résidentielles individuelles est en cours dans le nouveau quartier de Rassviet, à la périphérie sud, près de la Koudma.
Le lycée (gymnasium) privé Saint-Serge-de-Radonège y ouvert ses portes en 2009.
Le massif forestier constituait au XIIIe siècle la frontière entre les terres habitées par les Russes et celles habitées par les Mordves. Il est protégé par l'État en tant que monument naturel. La foresterie joue un rôle important dans la préservation et la reproduction de la forêt.
Il y a une source d'eau minérale appelée Gorkovskaïa.

## Population
- 2002: 2437 habitants
- 2010: 2716 habitants
- 2021: 2123 habitants
- 2023: 2044 habitants

## Transport
Zeliony Gorod est desservie par la gare de chemin de fer Roïka et par des lignes d'autobus venant de Nijni Novgorod et de Kstovo.
Autobus: 109, 204.

## Photographies

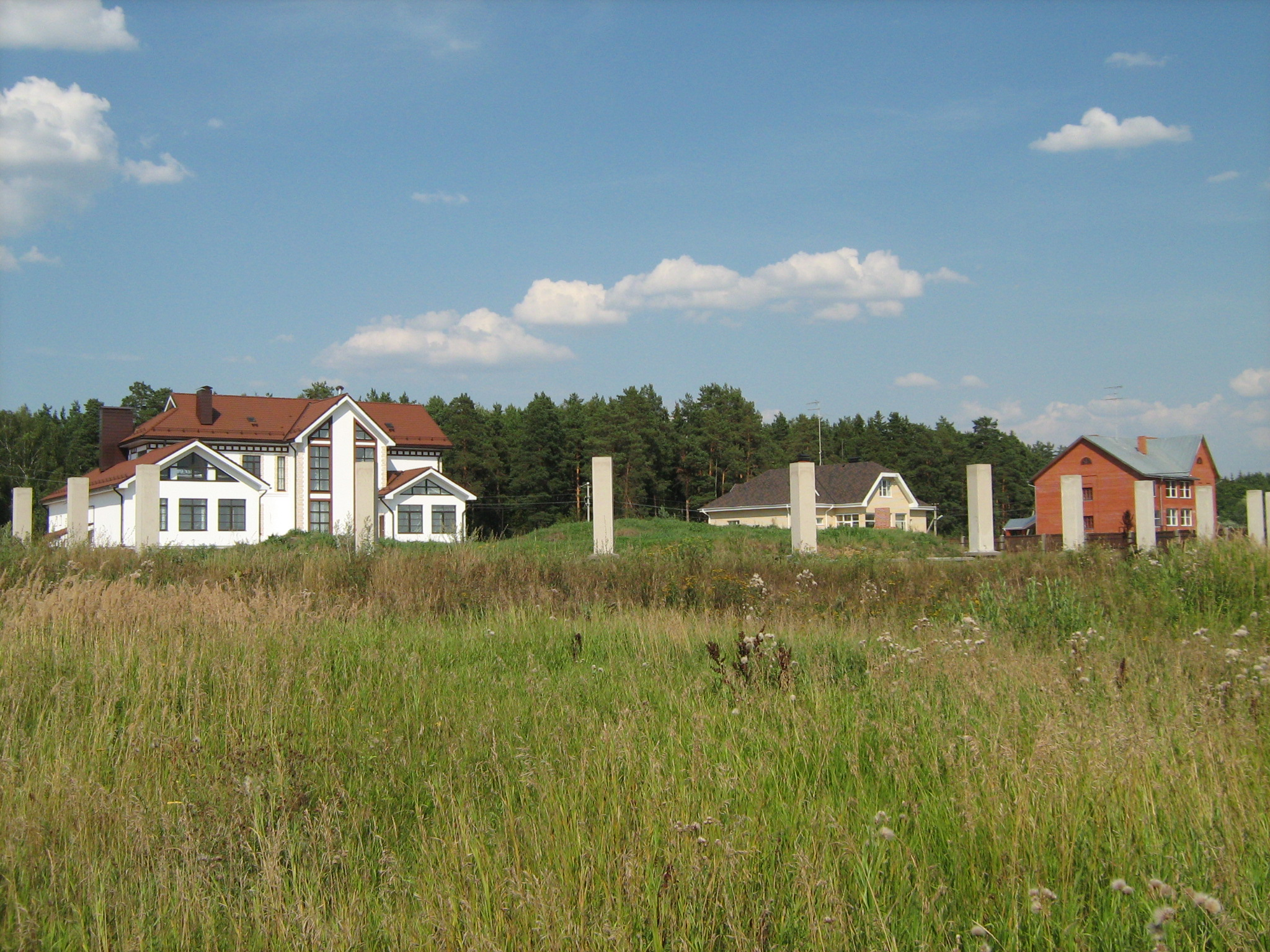
Le nouveau quartier de Rassviet à Zeliony Gorod
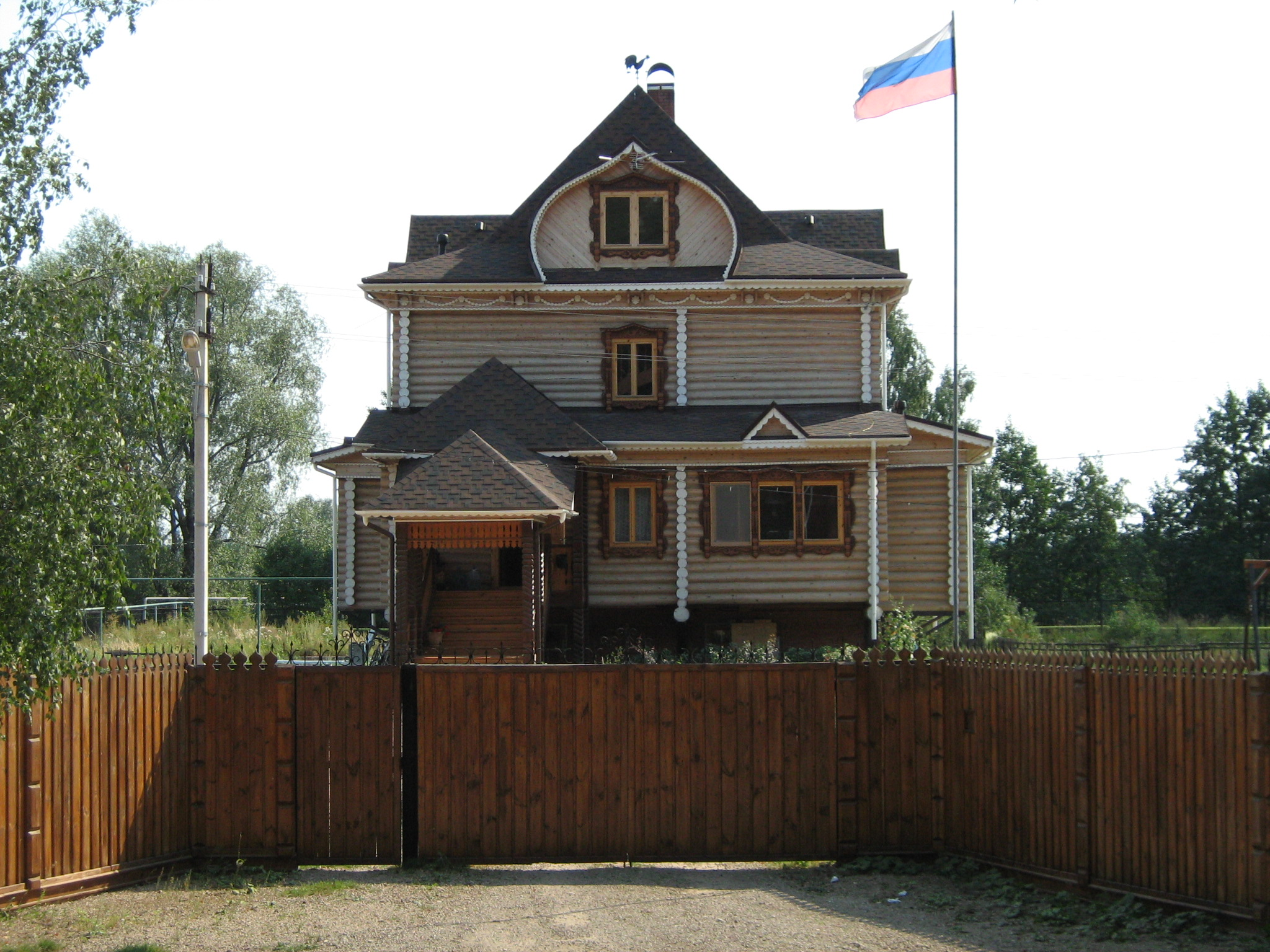
Une des maisons privées de Zeliony Gorod (quartier de Rassviet)
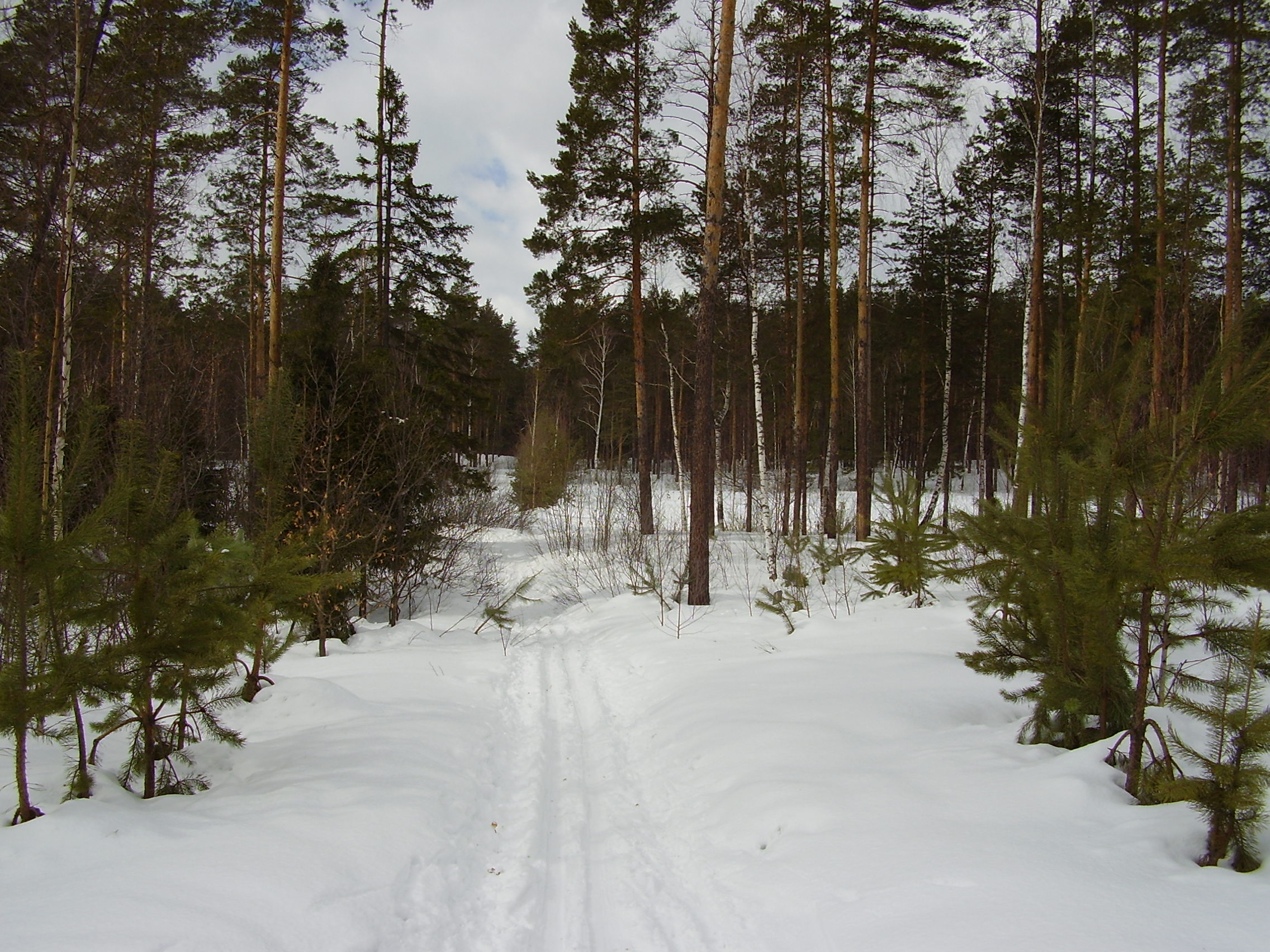
Paysage hivernal